# Dandara (jogo eletrônico)
Dandara é um jogo de plataforma e metroidvania 2D desenvolvido pelo estúdio brasileiro Long Hat House e publicado pela Raw Fury. A personagem principal do jogo mineiro, Dandara, é baseada na guerreira negra Dandara dos Palmares, escrava fugitiva e esposa de Zumbi dos Palmares, que lutou contra o sistema escravista. No entanto, a proposta do jogo não se baseia no que Dandara fez na vida real.

## Jogabilidade
Dandara segue a mesma dinâmica de clássicos como Metroid e Castlevania. O jogador controla a personagem Dandara em uma plataforma de aventura 2D. É recomendado usar um controlador de jogo ou jogar por toque para uma melhor experiência. A personagem não anda, o movimento é feito apontando a mira do jogo e usando o botão de salto para navegar entres plataformas, sendo elas pisos, paredes ou tetos. O combate é feito segurando o botão de ataque primário e soltando para descarregar o tiro na direção que está mirando, bem como para evitar projéteis em sua direção.[carece de fontes?] Ao longo do jogo, Dandara irá adquirir power-ups de armas e vida, que mudam as dinâmicas das batalhas e oferecem novas possibilidades de interação com os cenários. Neste mundo surreal de plataformas móveis e giratórias, Dandara conhece personagens estranhos e enfrenta figuras autoritárias e militares. Há também momentos de descanso, em acampamentos que representam checkpoints.

## Enredo
O mundo de Salt está à beira do colapso. Os cidadãos, que um dia foram espíritos livres, agora estão oprimidos e isolados. Mas nem tudo está perdido. Dessa atmosfera de medo surge uma heroína, um raio de esperança. Seu nome é Dandara.
Bem-vindo a um jogo de plataforma metroidvania 2D único, cheio de criaturas místicas e exploração sem limites. Desafie a gravidade saltando igualmente sobre pisos, paredes e tetos. Descubra os mistérios e segredos escondidos por todo o mundo de Salt e sua grande variedade de personagens. Prepare Dandara para o combate e para sobreviver aos inimigos dedicados à opressão.
Desperte, Dandara, para trazer a liberdade e equilíbrio a esse mundo sem direção.

## Desenvolvimento
O desenvolvimento durou pouco mais de dois anos. A princípio, o jogo seria sobre um soldado, seguindo os moldes de jogos americanos. A equipe, então, lapidou a ideia, aproximando-a a eles mesmos, seus cenários pessoais e familiares e à Belo Horizonte, cidade onde a maioria da equipe nasceu ou reside. O tema da escravidão surgiu, e conforme a busca por referências avançava, chegaram até a personagem histórica Dandara dos Palmares, o ponto de partida para a construção da protagonista. O tema do jogo seria a escravidão no brasil, mas descartaram a ideia pois não tinham "a proximidade necessária para tocar em um assunto tão complexo e delicado". "Ainda acredito que dê para fazer um belíssimo jogo sobre o tema, mas é algo que está muito distante da realidade de dois homens brancos. História e sociologia, por exemplo, não são nosso forte, muito menos o entendimento sobre o preconceito e da dor sofrida pelos negros. Tentar desenvolver agora um jogo guiado por história, escrito por nós, sem experiência, seria um grande erro", concluem os criadores. Apesar dos desenvolvedores optarem por se distanciar da história da escravidão no Brasil, os temas centrais, como a luta pela liberdade, ainda estão presentes na trama que eles criaram para o jogo, bem como a figura mística de Dandara, que busca libertar seu povo no mundo de Sal.
Em 2016, o jogo foi apresentado no BIG Festival, principal evento de jogos independentes da América Latina, onde concorreu o prêmio de "Melhor Jogo Brasileiro". Dandara não venceu, mas ganhou destaque no evento. A entrada da publicadora sueca Raw Fury alavancou o jogo, chamando a atenção da Nintendo que os abraçou e os divulgou ainda mais. A Raw Fury conseguiu disponibilizar o jogo para consoles e para Nintendo Switch. Foi nesse momento que o jogo foi divulgado para o mundo pela própria Nintendo.  Em 2017 o jogo foi apresentado na E3, maior evento de jogos do mundo, em Los Angeles.

### Personagens
Dandara traz referências à cultura brasileira, uma personagem do jogo, por exemplo, é inspirada na obra "Abaporu", de Tarsila do Amaral. Há outros elementos referentes a grupos musicais, locais reais, povos e até outros nomes relacionados com programas de TV brasileiros. Dandara, a personagem principal, é baseada em Dandara dos Palmares, guerreira do período colonial do Brasil, esposa de Zumbi dos Palmares. Dandara foi uma das lideranças femininas negras que lutou contra o sistema escravocrata do século XVII e auxiliou Zumbi quanto às estratégias e planos de ataque e defesa do Quilombo dos Palmares. No entanto a história do jogo não se baseia nos feitos de Dandara, mas sim na luta por liberdade. "Nunca tivemos a intenção de fazer propaganda da cultura brasileira. O que fizemos foi procurar inspiração no que a gente vê...Mas acreditamos que fazer algo inspirado em nós mesmos vai criar um diferencial num cenário cheio de mesmices. É uma das formas de você ser criativo sendo influenciado pela própria cultura", afirmam os desenvolvedores.
Em uma conversa ao IGN Brasil, os desenvolvedores explicam: "Mudamos a ideia para trazer pra algo mais próximo da gente. Então, surgiu o tema da escravidão. Buscamos algumas referências e chegamos na Dandara, inspirada na heroína Dandara dos Palmares, que foi uma escrava fugitiva trazida para o Brasil para fazer parte do Quilombo dos Palmares, onde foi companheira do Zumbi dos Palmares. As lendas tratam Dandara como uma estrategista que também lutava no fronte de batalha. Daí a inspiração da personagem". Acrescentam: "A Dandara do jogo não representa a Dandara dos Palmares, é apenas baseada nela".

### Música
Thommaz Kauffmann, compositor do jogo, afirma que entrou na equipe nos primeiros meses de produção do jogo. O desenvolvedores João Brant e Lucas Mattos deram bastante liberdade para Thommaz, passando algumas referências de músicas que eles gostavam – como Pink Floyd –, e inspirações de artes e referências culturais. "A sonoridade mudou bastante nos dois anos de produção. No primeiro ano foram menos músicas e mais uma tentativa de encontrar algo que dialogasse com a narrativa pluridirecional da jogabilidade, que traz o mundo com um aspecto mais abstrato", afirma Thommaz.  Os instrumentos utilizados foram "um conjunto de aparelhos acústicos", como violinos e instrumentos de corda no geral, que tiveram modificações e foram "sampleados ao gosto de Thommaz. "O piano também está presente, mas a maior parte são sintetizadores tentando imitar um aspecto orgânico do som, mais flutuante e não tão digital", concluiu o compositor.

## A arqueologia em Dandara
Dandara é repleto de referências históricas e arqueológicas ligadas ao Brasil colonial e a luta pela liberdade de populações escravizadas. A começar pela protagonista que foi inspirada em Dandara dos Palmares, guerreira do famoso Quilombo, contra a escravidão durante o Brasil colonial. No jogo, Dandara precisa lutar contra um exército ditatorial que está oprimindo as pessoas e as aprisionando. Durante sua jornada, encontramos algumas características marcantes da cultura brasileira (e algumas específicas de Belo Horizonte/MG, cidade sede da desenvolvedora LongHat Studios): temos grafites nas paredes, um bar com mesas e cadeiras na calçada e pinturas dentro das casas que se revelam criações de Tarsila do Amaral. Tarsila, aliás, que aparece personificada em sua obra mais famosa, o Abaporu, é um dos rostos mais importantes do modernismo brasileiro. O movimento modernista do Brasil tinha como um dos principais objetivos a busca e reconstrução da identidade Brasileira, assim como revalorizar a cultura e herança indígena. A intenção era desconstruir boa parte dos valores europeus, principalmente dos portugueses, enraizados em nossa cultura para que pudéssemos reconstruir a identidade nacional a partir da valorização do cotidiano das pessoas, principalmente os moradores da zona rural, criando uma arte experimental e desconstruída, além de romper com alguns dos valores do século XIX.
Dandara também traz outras culturas arqueológicas em seus gráficos. Um exemplo disso seria o referencial escolhido para representar os guardas das forças opressoras, que se assemelham muito ao Deus egipcio Anubis, além de carregar sua lança e ornamentos dourados. A aparência dos guardas pode ser uma forma de mostrar as dificuldades e riscos que estão por vir assim que passarmos por eles, se levarmos em consideração que o Anúbis é um Deus que guarda a morte. Mas a aparência dos guardas pode ter sido uma forma de chamar a atenção do público por sua relação com o Antigo Egito. Igor Morais (2019) em sua tese, fala que a aparência escolhida para os guardas do exército inimigo pode ser considerada uma ferramenta lúdica, na qual proporciona aos jogadores a possibilidade de conhecer um mundo novo durante o jogo. 
Outra característica que evoca a arqueologia são as ruínas. Apesar desses locais abandonados estarem bem conservados, durante as visitas de Dandara em sua jornada, somos informados que elas não são visitadas nem usadas há muito tempo. Afinal, restos de estruturas lacradas frequentemente nos remetem aos mistérios de sociedades passadas que os construíram.
Algo que também pode ser observado durante o jogo é aquilo que chamamos de “processos pós-deposicionais” em arqueologia. Com o passar do tempo, pinturas, músicas e até a escrita foram se desgastando, perdendo vigor, cor, vida e caindo no esquecimento (aliás, os desenvolvedores fazem questão de nos mostrar que o propósito é “não cair no esquecimento”). A opressão das forças inimigas impediu que as pessoas vivessem e transmitissem suas culturas para outras gerações, isso acabou causando o esquecimento de boa parte delas. O cenário do jogo nos remete diretamente ao processo histórico brasileiro de deslocamento compulsório e tentativas de apagamento das culturas indígenas, africanas e periféricas. Com isso, a luta da personagem é a resistência secular desses povos contra a opressão do colonialismo (antigo e moderno). O reavivamento da cultura é parte fundamental da mecânica de progressão do jogo. Tarsila, por exemplo, acende suas pinturas para que Dandara possa seguir em frente.

## Recepção
A recepção de Dandara foi mista, inclinando-se para positivo. Foi mais bem aceito em publicações voltadas para plataformas móveis, mostrando suas origens como um jogo touchscreen.
Dandara atraiu a produção internacional e apareceu em sites estrangeiros de destaque. O jogo foi eleito um dos dez melhores do ano pela revista Time, sendo este o primeiro jogo brasileiro a aparecer nesta colocação. Dandara apareceu no ranking ao lado de grandes jogos, como Super Mario Party, Red Dead Redemption e God of War. Além disso, o jogo foi nomeado para "Jogo Portátil do Ano" no 22º Annual D.I.C.E. Awards.